# Robert Morse
Robert Xavier Morse (født 18. maj 1931 i Newton i Massachusetts, død 20. april 2022) var en amerikansk skuespiller og sanger. Han er mest kendt for sin rolle i musicalfilmen How to Succeed in Business Without Really Trying fra 1967 og som Bertram Cooper i tv-serien Mad Men.

## Udvalgt filmografi

### Film
- 1958: The Matchmaker – Barnaby Tucker
- 1965: The Loved One – Dennis Barlow
- 1967: How to Succeed in Business Without Really Trying – J. Pierpont Finch
- 1967: Vejledning i sidespring for ægtemænd – Edward L. "Ed" Stander

### Tv-serier
- 1968–69: That's Life – Robert Dickson
- 1986–87: Pound Puppies – Howler, stemme
- 2007–15: Mad Men – Bertram Cooper